# Julia Tolofua
Pour les articles homonymes, voir Tolofua.
Julia Tolofua, née le 1er juin 1997 à Nice est une judokate française.

## Carrière
Originaire de Wallis-et-Futuna, Julia Tolofua évolue dans la catégorie des plus de 78 kg. Elle obtient la médaille d'or des Championnats d'Europe juniors 2016 à Malaga. Elle est ensuite sacrée championne de France en 2017 à Saint-Quentin-en-Yvelines puis remporte la médaille de bronze aux Jeux méditerranéens de 2018 à Tarragone et la médaille d'argent aux Championnats du monde militaires 2018 à Rio de Janeiro, en tant que soldat de réserve de l'Armée de terre. 
Elle est à nouveau sacrée championne de France en 2019 à Amiens.
Aux Championnats du monde de judo 2021 à Budapest, elle remporte la médaille d'argent par équipes.
En avril 2022, elle intègre l'Armée de terre comme sportive de haut niveau.
En octobre 2022, elle remporte la médaille de bronze des plus de 78 kg aux championnats du monde.
En mai 2023, elle remporte la médaille d’argent des plus de 78 kg aux championnats du monde de Doha.
Blessée à l'épaule droite durant plusieurs mois, elle subit une intervention chirurgicale en septembre 2023. Elle justifie sa décision par la perspective des Jeux olympiques de Paris où elle est en concurrence avec Romane Dicko pour l'obtention de la seule place disponible dans sa catégorie. En novembre 2023, Dicko, lauréate du titre européen 2023, est sélectionnée par la Fédération française de judo pour les Jeux olympiques de Paris.
Elle remporte la médaille d'argent des Championnats d'Europe 2024 à Zagreb, s'inclinant en finale face à l'Israélienne Raz Hershko.

## Famille
Elle est la nièce du rugbyman Abraham Tolofua et la cousine des rugbymen Christopher et Selevasio Tolofua.

## Palmarès

### Compétitions internationales
| Année | Compétition           | Lieu     | Résultat | Catégorie     |
| ----- | --------------------- | -------- | -------- | ------------- |
| 2022  | Championnats du monde | Tachkent | 3e       | Plus de 78 kg |
| 2023  | Championnats du monde | Doha     | 2e       | Plus de 78 kg |
| 2024  | Championnats d'Europe | Zagreb   | 2e       | Plus de 78 kg |

| Année | Compétition                   | Lieu     | Résultat |
| ----- | ----------------------------- | -------- | -------- |
| 2021  | Championnats du monde (mixte) | Budapest | 2e       |
| 2022  | Championnats du monde (mixte) | Tachkent | 2e       |
| 2022  | Championnats d'Europe (mixte) | Mulhouse | 1er      |

### Masters mondial, Tournois Grand Chelem et Grand Prix
| Année | Compétition     | Lieu     | Résultat | Catégorie     |
| ----- | --------------- | -------- | -------- | ------------- |
| 2019  | Grand Prix      | Tbilissi | 1re      | Plus de 78 kg |
| 2019  | Grand Chelem    | Brasilia | 3e       | Plus de 78 kg |
| 2021  | Grand Prix      | Zagreb   | 1re      | Plus de 78 kg |
| 2021  | Grand Chelem    | Paris    | 3e       | Plus de 78 kg |
| 2022  | Grand Chelem    | Paris    | 3e       | Plus de 78 kg |
| 2022  | Grand Chelem    | Tel Aviv | 3e       | Plus de 78 kg |
| 2022  | Grand Chelem    | Antalya  | 3e       | Plus de 78 kg |
| 2022  | Grand Chelem    | Tbilissi | 1re      | Plus de 78 kg |
| 2023  | Grand Chelem    | Paris    | 3e       | Plus de 78 kg |
| 2023  | Masters mondial | Budapest | 2e       | Plus de 78 kg |
| 2024  | Grand Chelem    | Antalya  | 1re      | Plus de 78 kg |